# Gmina Brodski Stupnik
Gmina Brodski Stupnik (chorw. Općina Brodski Stupnik) – gmina w Chorwacji, w żupanii brodzko-posawskiej.

## Miejscowości i liczba mieszkańców (2011)
- Brodski Stupnik – 1586
- Krajačići – 118
- Lovčić – 63
- Stari Slatinik – 1269